# Roosky
Roosky (auch Rooskey, irisch Rúscaigh) ist eine Ortschaft in den nördlichen Midlands der Republik Irland. Sie liegt beidseitig des Shannon und damit in den Countys Leitrim und Roscommon. Der Ort hat 787 Einwohner (Stand 2022). Das sind dreimal mehr als noch 1991, als Roosky lediglich 249 Einwohner hatte.
Roosky befindet sich am Abfluss Shannon aus dem Lough Bofin. In der Nähe des Ortes treffen die drei Grafschaften Leitrim, Roscommon und Longford aufeinander.

## Geschichte
Der anglisierte Ortsname Roosky leitet sich von dem irischen Wort „Rúscaigh“ ab, das Marschland bedeutet. Dies bezieht sich auf das Marschland in der Umgebung der Ortschaft am Ufer des Shannon.
Roosky verdankt seine Gründung dem Hl. Berach und dessen klösterlichen Siedlung Termonbarry (irisch: Tearmann Bearaigh) aus dem 6. Jahrhundert, die sich ca. fünf Kilometer südlich von Roosky befindet. 
Geschichte und Entwicklung des Ortes und seines Hinterlandes sind eng mit dem Shannon verknüpft. Ursprünglich erfolgte der Schiffsverkehr durch Roosky durch eine Schleuse und einen Kanal westlich des Shannon, der in den 1760er Jahren gebaut wurde. Die heutige Schleuse und die Straßenbrücke wurden 1845 erbaut. Die fünfbogige Brücke verbindet die Countys Leitrim und Roscommon. Im Verlauf des irischen Bürgerkriegs von 1922 bis 1923 wurde sie zum Schauplatz von Gefechten.
Im Jahr 1970 wurde ein Brückenbogen als Hubbrücke umgerüstet, die den früheren Klappbrückenbogen ersetzt. Die Roosky Bridge ist eine der wenigen ihrer Art geblieben und wird im National Inventory of Architectural Heritage der Republik Irland als architektonisches Erbe von architektonischem, sozialem und technischem Interesse geführt.

## Verkehr
Die Nationalstraße N4 von Dublin nach Sligo führt am östlichen Ortsrand vorbei.
Der nächstgelegene Bahnanschluss befindet sich bei Dromod an der Bahnstrecke Dublin–Sligo.

## Persönlichkeiten

### Söhne und Töchter der Stadt
- Albert Reynolds (1932–2014), irischer Politiker, von 1992 bis 1994 Taoiseach (Ministerpräsident) der Republik Irland